# Vincent-Anne de Forbin-Maynier
Vincent-Anne de Forbin-Maynier, baron d'Oppède né en 1579 à Aix-en-Provence et décédé à Avignon en 1631 est un parlementaire d'Aix-en-Provence, premier président du Parlement de Provence de 1621 à 1631.

## Biographie
Vincent-Anne de Forbin-Maynier descend de la Maison de Forbin, une ancienne famille de la noblesse provençale dont l'origine remonte au XIVe siècle. Il est le fils de Jean de Forbin, seigneur de la Fare, premier consul d'Aix-en-Provence en 1591 et 1598 et de Claire de Perussis dont la mère Anne de Maynier, dame d'Oppède est la fille de Jean Maynier (1495-1558) premier président en 1543 dont le souvenir est resté attaché au massacre de Mérindol et de Cabrières. Vincent-Anne se marie en secondes noces avec Aymare de Castellane, fille de Jean de Castellane, seigneur de la Verdière ; ils auront plusieurs enfants dont :
- Henri de Forbin-Maynier, (1620-1671), premier président du Parlement de Provence
- Louis de Forbin d'Oppède, évêque de Toulon, filleul de Louis XIII
- Vincent de Forbin-Maynier, chef d'escadre de galères
- Claire, épouse de Gaspard de Covet, baron de Bormes, conseiller au Parlement
- Madeleine, épouse de Vincent de Boyer, conseiller au Parlement[1]

Vincent-Anne de Forbin-Maynier est conseiller au Parlement en 1604, puis président en 1615 et enfin premier président en 1621 succédant à d'Escalis. Lorsque la peste se déclare à Aix-en-Provence en juillet 1629, il a une attitude courageuse : il décide de rester dans la ville et de braver la danger : « la province n'en attendait pas moins d'un Forbin.»
Ce n'est qu'en octobre 1629 que le Parlement se retire à Salon et qu'une chambre formée de ses membres est envoyée à Pertuis. C'est durant cette épidémie de peste que parut l'Édit des Élus qui transformait la Provence en pays d'élections. Les États et le Parlement se voyaient retirées la répartition et la perception des impôts qui étaient confiées à des délégués royaux. Le Parlement refuse le 1er septembre 1630 d'enregistrer cet édit. Un intendant, le maître de requêtes Dreux d'Aubray, est envoyé en Provence. Estimant que l'intendant est arrivé pour faire mettre en exécution l'édit, le peuple se soulève le 19 septembre 1630 : la maison du premier président à qui toutefois il n'est fait aucun mal, est investi ainsi que celle de l'intendant qui est obligé de fuir par le toit. Le mouvement prend le nom de révolte des Cascaveous (grelot en provençal). Le prince de Condé reçoit l'ordre de traiter au nom du roi la révocation de l'Édit des Élus. Il se dirige à la tête d'une armée de 5 000 hommes vers la Provence. Il s'arrête à Avignon en janvier 1631 où le rejoignent les premiers présidents du Parlement et des Comptes. C'est là que meurt subitement d'une apoplexie Vincent-Anne de Forbin-Maynier.

## Sources et bibliographie
- Prosper Cabasse, Essais historiques sur le Parlement de Provence depuis son origine jusqu'à sa suppression : 1501-1790, A. Pihan Delaforest, Paris, 1826, 3 vol., 419, 476 et 496 p.
- François-Alexandre de La Chenaye-Aubert, Dictionnaire de la noblesse : Contenant les Généalogies, l'Histoire & la Chronologie des Familles Nobles de France, vol. 6, Paris, 1773, 765 p. (lire en ligne), p. 528
- Alexandre Mahue, Regards du Passé. Les 250 portraits de la famille de Forbin, Cardère Editions, 2019, 336 pages.
- Monique Cubells, La noblesse provençale du milieu du XVIIe siècle à la Révolution, Aix-en-Provence, Université de Provence, coll. « Le temps de l'histoire », 2002, 316 p., 15 cm x 21 cm, couverture couleur (ISBN 2-85399-518-6), p. 112